# Klenik, Pivka
Klenik este o localitate din comuna Pivka, Slovenia, cu o populație de 188 de locuitori.